# مراجعة مظلية
في الأبحاث الطبية، المراجعة المظلية أو المراجعة الشاملة هي مراجعة للمراجعات المنهجية أو التحليلات التلوية. ويمكن أيضًا أن يطلق عليها وصف اللمحات العامة أو النظرات العامة عن المراجعات، أو مراجعات المراجعات، أو ملخصات المراجعات المنهجية، أو توليفات المراجعات. تعتبر المراجعات المظلية (الشاملة) من بين أعلى مستويات الأدلة المتوفرة حاليًا في الطب.
من خلال تلخيص المعلومات من مقالات عامة متعددة، تسهل المراجعات المظلية (الشاملة) مراجعة الأدلة وتسمح بمقارنة النتائج بين كل مراجعة من المراجعات الفردية. قد تتناول المراجعات الشاملة سؤالًا أوسع من المراجعة النموذجية، مثل مناقشة مقارنات علاجية مختلفة متعددة بدلاً من واحدة فقط. وهي مفيدة بشكل خاص لوضع المبادئ التوجيهية والممارسة السريرية، وعند مقارنة التدخلات الطبية المتنافسة.